# Mas Llobet (Sant Joan de Vilatorrada)
Mas Llobet és una masia de Sant Joan de Vilatorrada (Bages) protegida com a bé cultural d'interès local.

## Descripció
Conjunt arquitectònic format pel mas i altres construccions adjacents. El conjunt es troba construït aprofitant l'elevació d'un petit turó, envoltat avui pel barri de Can Llobet, al qual el mas ha donat nom.
Es tracta d'una casa de planta rectangular amb coberta a dues aigües. Els mur són de maçoneria, observant traces de l'arrebossat anterior. Al cantó Nord de la casa i aprofitant el desnivell del terreny, s'emplaça un espai cobert (dedicat a feines agrícoles) amb dues grans arcades creant l'efecte d'un gran porxo. S'accedeix a aquest porxo mitjançant una gran porta allindada oberta a la sala de la casa que queda a nivell de planta baixa degut al desnivell. Una gran llinda conforma aquesta porta on s'ha gravat la data de 1625.

## Història
El mas Llobet apareix documentat al segle xvi. Del 1717 es conserva un contracte d'arrendament fet per Francisca Llobet a Miquel Llobet sobre algunes terres del mas. El 1746 la propietat estava en mans de Joan Llobet. Al segle xviii tenia terres arrendades com a pastures pels ramats de Manresa. El mas i les terres van arribar al segle XX canviant sovint de propietaris a partir del segle xviii. Bona part de les terres de l'antic mas han estat venudes i edificades construint l'actual barri de Can Llobet que envolta el mas.